# Гринд
Гринд или црни делфин (лат. Globicephala melas) је морски сисар из породице океанских делфина (Delphinidae).

## Распрострањење
Ареал црног делфина обухвата делове Атлантског, Индијског и Тихог океана.
Врста се среће у обалским областима у Јапану, Канади, Сједињеним Америчким Државама, Аустралији, Бразилу, Аргентини, Шведској, Норвешкој, Немачкој, Шпанији, Италији, Гренланду, Новом Зеланду, Либији, Алжиру, Мароку, Јужноафричкој Републици, Перуу, Чилеу, Исланду, Данској, Уједињеном Краљевству, Ирској, Португалу, Француској, Холандији, Белгији, Малти, Намибији, Тунису, Уругвају, Мауританији и Анголи.

## Станиште
Станишта врсте су морски екосистеми умереног и арктичког појаса.

## Угроженост
Подаци о распрострањености ове врсте су недовољни.